# Dead by Sunrise
Dead by Sunrise (tên cũ là Snow White Tan) là một siêu ban nhạc rock đến từ Mỹ được thành lập vào năm 2005 bởi giọng ca Chester Bennington, ông được biết đến nhiều nhất với tư cách là thành viên của Linkin Park. Ban nhạc còn bao gồm các thành viên Amir Derakh, Ryan Shuck, Brandon Belsky, Elias Andra, và Anthony "Fu" Valcic đến từ Julien-K và Orgy. Album phòng thu đầu tay của Dead by Sunrise, Out of Ashes, được phát hành trên toàn thế giới vào ngày 13 tháng 10 năm 2009.

## Lịch sử

### Out of Ashes(2005–2009)
Dead by Sunrise bắt đầu thành lập vào năm 2005 trong khi Chester Bennington đang sáng tác bài hát cho album Minutes to Midnight của Linkin Park. Theo lời Bennington, "Tôi đã nghĩ ra một vài bài hát nghe cảm thấy rất hay, nhưng tôi biết chúng không phù hợp đối với phong cách của Linkin Park. Những bài đó u ám và buồn bã hơn bất cứ thứ gì tôi từng sáng tác cho ban nhạc. Vì vậy, tôi quyết định tự mình thực hiện chúng thay vì lật chúng lại và chuyển chúng thành các bản nhạc của Linkin Park. "  Tuy nhiên, nền tảng cho Dead by Sunrise đã được lập ra sớm hơn nhiều, khi đồng bạn cùng nhóm trong tương lai của Bennington là Shuck đã gặp Bennington trong quá trình thu âm cho album đầu tiên là Hybrid Theory của Linkin Park. Trong một cuộc phỏng vấn, Shuck nói rằng “Tôi luôn đến nhà cậu ấy và nghe cậu ấy chơi guitar acoustic. Và tôi luôn tự nghĩ: 'Ôi Chúa ơi, mấy bài hát này hay quá.'
Tên của ban nhạc, trước đây là "Snow White Tan" ("Da trắng như tuyết"), phản ánh khoảng thời gian thu âm album. Trong một cuộc phỏng vấn, Bennington đã nói rằng:
| “ | Tôi nghĩ ra cái tên ban nhạc bởi vì vào giai đoạn đầu khi làm ra album này, tôi đang tiệc tùng... chúng ta cứ gọi nó là tiệc tùng nhé. Không vui cho lắm, nhưng chúng tôi đã tiệc tùng rất nhiều. Và có rất nhiều lúc tôi ở trong một nơi có thể tự hủy hoại bản thân mình, và đôi lúc có cảm giác như tôi không chắc liệu có thể sống đến ngày mai. Cái tên là sự tiến hóa khỏi lối sống đó, và tựa đề của đĩa nhạc, Out of Ashes (Từ đống tro tàn), có nghĩa là bước ra khỏi con đường hủy hoại bản thân mà tôi từng trải qua, và đứng lên từ đống tro tàn, kiểu như vậy. | ” |

Vào ngày 10 tháng 5 năm 2008, Dead by Sunrise biểu diễn ba bài hát ("Walking in Circles", "Morning After" và "My Suffering") tại bữa tiệc kỷ niệm 13 năm thành lập Club Tattoo ở Tempe, Arizona. Bài hát có tựa đề "Morning After" được sáng tác bởi Chester Bennington và được biểu diễn lần đầu vào ngày 12 tháng 9 năm 2001 tại buổi hòa nhạc Live in Berlin. Bennington cũng biểu diễn Morning After với ban nhạc cover của anh ấy mang tên Bucket Of Weenies trong nhiều chương trình từ năm 2005 đến 2006. Đây là lần đầu tiên Bennington "chính thức" biểu diễn bài hát dưới một cái tên mới - Dead by Sunrise. Ngoài ra, ban nhạc này đã lưu diễn cùng Linkin Park ở Châu Âu, Nhật Bản và Mỹ. Trong một cuộc phỏng vấn với MTV, Bennington nói rằng "chúng tôi thực sự sẽ nhảy vào giữa sân khấu của Linkin Park, chơi một vài bài hát, sau đó nhảy ra ngoài và để LP kết thúc buổi diễn."  Trong chuyến lưu diễn châu Âu đầu tiên của họ, ban nhạc đã dành thời gian để gửi một thông điệp đến Lực lượng vũ trang Đức.
Việc thu âm album đầu tay của ban nhạc bắt đầu vào tháng 7 năm 2008 sau khi kết thúc chuyến lưu diễn cho Linkin Park. Làm việc đồng thời trên cả album solo của ông cũng như đĩa nhạc tiếp theo của Linkin Park, Bennington đã thu âm Out of Ashes với nhà sản xuất Howard Benson và đồng bạn cùng nhóm từ Julien-K. Bennington đã sáng tác hầu hết các bài hát bằng guitar acoustic trước khi làm việc cùng ban nhạc của mình để định hình lại ca khúc thành thể loại hard rock, ballad hoặc thậm chí loại bỏ tất cả âm hưởng của rock và tạo ra một ca khúc theo hướng tổng hợp.  Mike Shinoda, đồng bạn trong ban nhạc Linkin Park của Bennington, xác nhận rằng Out of Ashes là "một album nhạc rock hơn nhiều [so với các album của Linkin Park]."  Cũng đúng chú ý, là Bennington đã tham gia vào tất cả các khía cạnh của việc tạo ra đĩa thu âm, bao gồm cả lập trình và sản xuất.
Các bài hát " Crawl Back In " (8 tháng 9 năm 2009)  và " Let Down " đều được quay video cũng như là hai đĩa đơn đầu tiên của album. "Crawl Back In" đạt vị trí thứ 11 trên bảng xếp hạng Mainstream Rock.

### Sự nghiệp sau đó, gián đoạn, và cái chết của Chester Bennington (2010–2018)
Trong một cuộc phỏng vấn năm 2009 với Billboard, Bennington đã nói rằng “Chúng tôi sẽ không chỉ hoạt động một lần. Cứ khoảng 5 năm một lần, tôi có thể ước tính rằng sẽ có một đĩa nhạc của Dead By Sunrise. "  Mặc dù vậy, vào năm 2010, ông nói rằng chỉ có một cơ hội nhỏ là sẽ có một album mới. Trưởng nhóm cũng đề cập rằng vì hướng đi mới của Linkin Park nên sẽ "rất khó để lựa chọn các bài hát mà ông sáng tác sẽ thuộc về đâu." 
Vào ngày 4 tháng 11 năm 2011, vợ của Bennington, Talinda, tiết lộ rằng Dead by Sunrise sẽ biểu diễn tại sự kiện Stars of the Season Gala 2011, tập trung vào việc quyên góp cho nỗ lực phục hồi chức năng của trẻ em.
Vào ngày 20 tháng 4 năm 2012, trong buổi nhạc của Love and Death được tổ chức tại một sự kiện của The Whosoevers, Elias Andra thông báo rằng vào tháng 12 năm 2011 anh đã rời khỏi ban nhạc. Cuối năm đó, ban nhạc thay thế Andra bằng Frank Zummo từ Street Drum Corps.
Vào ngày 20 tháng 7 năm 2017, giọng ca chính Chester Bennington đã qua đời do tự sát tại nhà riêng ở California. Ban nhạc đã đưa ra tuyên bố chính thức trên trang Facebook của họ vào ngày 29 tháng 7. Các thành viên ban nhạc là Ryan Shuck và Amir Derakh cùng với thành viên Mace Beyers của Grey Daze đã hợp nhất để biểu diễn một buổi tưởng nhớ Bennington trong một buổi hòa nhạc acoustic vào ngày 2 tháng 9 tại Las Vegas.
Sau đó, họ đã tham gia buổi hòa nhạc tưởng nhớ Chester Bennington của Linkin Park vào ngày 27 tháng 10 năm 2017. Họ biểu diễn " One Step Closer " cùng với giọng ca Jonathan Davis của Korn.

## Các thành viên
- Chester Bennington - giọng ca chính (2005–2012; mất 2017)
- Amir Derakh - guitar chính (2005–2017)
- Ryan Shuck - guitar đệm, hát bè (2005–2017)
- Elias Andra - trống, bộ gõ (2009–2011)
- Brandon Belsky - bass (2009–2012)
- Anthony "Fu" Valcic - nhạc cụ phím, bộ tổng hợp (2009–2012)
- Frank Zummo - trống, bộ gõ (2012)

Dòng thời gian

## Danh sách đĩa nhạc

### Album

#### Album phòng thu
| Tựa đề       | Chi tiết Album                                                                                    | Vị trí xếp hạng cao nhất | Vị trí xếp hạng cao nhất | Vị trí xếp hạng cao nhất | Vị trí xếp hạng cao nhất | Vị trí xếp hạng cao nhất | Vị trí xếp hạng cao nhất | Vị trí xếp hạng cao nhất | Vị trí xếp hạng cao nhất | Vị trí xếp hạng cao nhất | Vị trí xếp hạng cao nhất |
| Tựa đề       | Chi tiết Album                                                                                    | US                       | US Alt.                  | US Rock                  | AUT                      | FRA                      | GER                      | JPN                      | NLD                      | SWI                      | UK                       |
| ------------ | ------------------------------------------------------------------------------------------------- | ------------------------ | ------------------------ | ------------------------ | ------------------------ | ------------------------ | ------------------------ | ------------------------ | ------------------------ | ------------------------ | ------------------------ |
| Out of Ashes | - Phát hành: 13 tháng 10 năm 2009 - Hãng đĩa: Warner Bros. - Định dạng: CD, tải xuống kỹ thuật số | 29                       | 9                        | 5                        | 11                       | 109                      | 5                        | 16                       | 82                       | 18                       | 74                       |

### Đĩa đơn
| "Crawl Back In"                                                                                        | 2009 | — | 23 | 11 | 22 | 66 | —  | Out of Ashes |
| "Let Down"                                                                                             | 2009 | — | —  | —  | —  | —  | —  | Out of Ashes |
| "Fire"                                                                                                 | 2010 | — | —  | —  | —  | —  | 47 | Out of Ashes |
| "—" biểu thị một đĩa nhạc không được xếp hạng hoặc không được phát hành trong vùng lãnh thổ tưởng ứng. |      |   |    |    |    |    |    |              |

### Các bài hát được xếp hạng khác
| Tựa đề         | Năm  | Vị trí xếp hạng cao nhất | Vị trí xếp hạng cao nhất | Album        |
| Tựa đề         | Năm  | US Adult                 | US Main. Rock            | Album        |
| -------------- | ---- | ------------------------ | ------------------------ | ------------ |
| "Inside of Me" | 2010 | —                        | 40                       | Out of Ashes |
| "Too Late"     | 2010 | 39                       | —                        | Out of Ashes |

#### Đĩa đơn quảng cáo
| Tựa đề                 | Năm  | Album               |
| ---------------------- | ---- | ------------------- |
| "Let Down" (Trực tiếp) | 2009 | Đĩa đơn ngoài album |
| "In the Darkness"      | 2009 | Out of Ashes        |

### Video âm nhạc
| Tựa đề                 | Năm  | Đạo diễn    |
| ---------------------- | ---- | ----------- |
| "Crawl Back In"        | 2009 | P. R. Brown |
| "Let Down" (trực tiếp) | 2009 | —           |
| "Let Down"             | 2009 | P. R. Brown |
| "Fire"                 | 2010 | —           |